# Установка дегідрогенізації пропану в Мап-Та-Пхут (HMC)
Установка дегідрогенізації пропану в Мап-Та-Пхут (HMC) — виробництво нафтохімічної промисловості у Таїланді, розташоване в промисловій зоні Мап-Та-Пхут за сотню кілометрів на південний схід від столиці країни Бангкоку (провінція Районґ).
Район Мап-Та-Пхут на узбережжі Районгу став перетворюватись на центр нафтогазової, а потім і нафтохімічної промисловості з початку 1980-х років. У 2007—2008 роках сюди вивели вже третій газопровід з офшорних родовищ Сіамської затоки, котрий постачав сировину для фракціонування на ГПЗ Районг. Наявність ресурсу зріджених вуглеводневих газів призвела до появи цілого ряду установок парового крекінгу, котрі продукують олефіни та управляються групами PTT і Siam Cement. Крім того, виникло два спеціалізованих виробництва пропілену, які використовують технологію дегідрогенізації пропану — одне належить тільки що згаданій місцевій нафтогазовій компанії PTT та стало до ладу ще в 1990 році, тоді як друге через півтора десятка років запустила HMC Polymers.
Сама HMC Polymers виникла у 1980-х роках як проєкт італійсько-американської компанії Himont (надалі стала частиною спільного підприємства Shell та BASF — Basell Polyolefins, котре невдовзі ввійшло до складу LyondellBasell) та таїландських Bangkok Bank і Hua Kee Group. Для нарощування випуску поліпропілену в середині 2000-х до складу учасників прийняли все ту ж PTT, котра отримала 41,44 % та стала головним акціонером, випередивши Basell (28,56 %) та Bangkok Bank і Hua Kee (30 %).
Будівельні роботи на майданчику HMC Polymers стартували у 2007 році з плановим терміном завершення у 2009-му. Установка потужністю 310 тисяч тонн пропілену на рік — втричі більше, ніж у розташованого неподалік об'єкту PPT — споруджувалась за технологією тієї ж американської компанії UOP (Honeywell). Її доповнювала лінія полімеризації потужністю 300 тисяч тонн поліпропілену на рік, котра дозволила довести загальний показник HMC Polymers до 800 тисяч тонн.